# Historia Augusta
Lịch sử Augusta (tiếng Latin: Historia Augusta) là một bộ sưu tập bằng tiếng La Tinh tiểu sử các hoàng đế La Mã và những người chiếm ngôi hoàng đế La Mã trong thời kỳ 117 - 284. Tác phẩm này có sáu tác giả khác nhau tham gia biên soạn (gọi chung được gọi là Historiae Scriptores Augustae), được viết trong suốt triều đại của các vua Diocletianus và Constantinus I, nhưng ai thật sự là tác giả, ngày thực tế biên soạn, và mục đích của nó, từ lâu đã là vấn đề gây tranh cãi. Các vấn đề chính bao gồm bản chất của các nguồn nó được sử dụng, và bao nhiêu phần nội dung của nó là nguỵ tạo. Bất chấp những vấn đề tranh cãi khó giải quyết này, tác phẩm này vẫn là tài liệu ghi chép liên tục ghi lại phần lớn giai đoạn gian đoạn lịch sử này và do đó liên tục được đánh giá lại, vì các nhà sử học hiện đại không muốn từ bỏ nó như một nguồn thông tin duy nhất khả dĩ, bất kể tính không đáng tin cậy rõ ràng của tác phẩm này trên nhiều cấp độ.